# Plectris subcostata
Plectris subcostata är en skalbaggsart som beskrevs av Blanchard 1850. Plectris subcostata ingår i släktet Plectris och familjen Melolonthidae. Inga underarter finns listade i Catalogue of Life.